# Luc Cromheecke
Luc Cromheecke, né le 2 août 1961 à Anvers en Belgique flamande, est un dessinateur de bande dessinée.

## Biographie
Luc Cromheecke naît le 2 août 1961 à Anvers.
Luc Cromheecke rencontre Laurent Letzer au début des années 1980 à l’Académie royale des beaux-arts d'Anvers, et ils abandonnent leurs études, préférant dessiner de la bande dessinée. Tom Carbone, une série à l'humour absurde et non-sensique, avec ses fables exubérantes, est publiée à partir de 1985 dans Spirou et y fait figure d'exception, puis compilée en albums chez Dupuis, quatre albums en langue française de 1991 à 1994. Il crée la série Taco Zip sur scénario de Fritzgerald dans Spirou en 1988.
En 1993, il dessine  un court récit de 5 planches La Bouffe ou la vie sur le scénario de son partenaire Laurent Letzer pour l'Association contre le cancer. Au milieu des années 1990, Cromheecke et Letzer sont invités à réaliser des courts métrages d'animation pour ID-TV, la maison de production de Zaki — pseudonyme de Jackie Dewaele —, alors présentateur de VTM mais le projet n'aboutit pas.
En 1996, Cromheecke et Letzer créent Ben le Forestier pour le magazine Astrapi qui ne connaît que deux courts récits avant d'être victime d'une restructuration. En 2004, il donne naissance graphiquement à Roboboy sur un scénario de Willy Linthout dans Spirou. En 2005, il répond à l'appel de l'armée belge et participe au collectif BDéfense ! vendu au profit d'œuvres caricatives.
En 2006, le personnage secondaire Plunk ! créé dans Taco Zip, prend du galon et devient le personnage principal de sa propre série, qui conte sans paroles la vie d'un extraterrestre confronté à des situations délirantes. En 2009, il fait partie des auteurs représentatifs de la nouvelle bande dessinée flamande qui est invitée d'honneur au Festival international de la bande dessinée d'Angoulême en 2009. En 2012, Glénat réédite une intégrale en deux volumes de la série Tom Carbone, le premier volume étant préfacé par Lewis Trondheim. Cromheecke dessine et colorise depuis 2011 la série L'Île carrément perdue, scénarisée par Sti, et paraissant régulièrement dans Le Journal de Spirou. En septembre 2012, une statue de Plunk ! réalisée par Joris Peeters est érigée sur une pelouse située Oude Heidestraat à Kapellen et fait partie du parcours cycliste consacré à la bande dessinée.
Bruno De Roover lui écrit le scénario du roman graphique De Tuin van Daubigny (2016), traduit et publié en français en 2019 aux Éditions Anspach,, dans lequel il relate l’existence du peintre français Charles-François Daubigny par des scènes courtes, simples et riches qui rendent bien compte de l’existence comme du travail du peintre. Il en résulte une bande dessinée drôle et touchante.
Adepte du non-sens et de l'absurde, il crée des univers très colorés et faussement naïfs, notamment dans sa série Tom Carbone (Tom Carbon en VO), suivie depuis par l'étrange Plunk ! (plusieurs albums parus).
Également illustrateur pour la publicité et la communication interne (aux côtés d'Olivier Saive et il participe à CartoonBase, une société qui sert de canal de syndication pour divers artistes européens en 2001), il dessine régulièrement les illustrations vantant l'abonnement dans Spirou avec la complicité de Jean-Michel Thiriet.

### Vie privée
Luc Cromheecke est l'époux de la coloriste Sabine De Meyer (nl) qui travaille aux studio Vandersteen et sur les bandes dessinées de son époux. Il est le père d'Oswald Cromheecke, membre du groupe de musique électronique Boogie Belgique dont il réalise la conception des effets visuels des concerts. Il demeure à Kapellen en 2015.

### Séries traduites
- Het Godvrrgeten Eiland (version néerlandaise de L'Île carrément perdue), scénario de Sti, Strip2000

1. Tome 1, 2013
2. Tome 2, 2014.

### Le Jardin de Daubigny
- Le Jardin de Daubigny[14],[15],[16],[32], Anspach, Lasne, 12 septembre 2019
Scénario : Bruno De Roover - Dessin : Luc Cromheecke - Couleurs : quadrichromie -  (ISBN 978-2-9602104-5-3),Avec un dossier de 8 pages en fin d'album.

### Collectifs
- 6 Histoires bien portantes, Association contre le cancer, Bruxelles, 1993
Scénario : collectif dont Laurent Letzer - Dessin : collectif dont Luc Cromheecke - Couleurs : quadrichromie -  (ISBN 2-87247-010-7)Participation : La Bouffe ou la vie - Scénario : Letzer - Dessin : Luc Cromheecke (5 planches).
- C'est fou le foot sans les règles, Pictoris studio, mai 1998
Scénario : collectif dont Laurent Letzer - Dessin : collectif dont Luc Cromheecke - Couleurs : quadrichromie -  (ISBN 2-84153-100-7)
- BDéfense ![8], Forces armées belges, Bruxelles, décembre 2005
Scénario : collectif dont Laurent Letzer - Dessin : collectif dont Luc Cromheecke - Couleurs : quadrichromie -  (ISBN 90-7517-204-4)
- La Galerie des Illustres, Dupuis, Bruxelles, 5 avril 2013
Scénario : collectif dont Laurent Letzer - Dessin : collectif dont Luc Cromheecke - Couleurs : quadrichromie -  (ISBN 978-2-8001-5711-5)Entretiens menés par Jean-Pierre Fuéri.
- La Galerie des Gaffes[33], Dupuis, Marcinelle, 20 octobre 2017
Scénario : Collectif - Dessin : Collectif dont Luc Cromheecke - Couleurs : quadrichromie -  (ISBN 978-2-8001-7068-8)

### Catalogues d'exposition
- (nl + fr) Wilfried Martens et Carlos Alleene (ill. Luc Cromheecke), Belgische kartoens [« Cartoons belges »], Knokke-Heist, Matthys, 1981, 214 p., ill. ; 30 cm (OCLC 1119536192)livre publié grâce à la Loterie Nationale belge à l'initiative de l'ASBL Humorstad Knokke-Heist à l'occasion du 20e Salon Mondial du cartoon en 1981.
- Ceci n'est pas la BD Flamande[34] - La Flandre invitée d'honneur au Festival international de la bande dessinée d'Angoulême, Fonds flamand des lettres, Berchem, 2009
Scénario : Benoît Mouchart, Gert Meesters - Dessin : collectif - Couleurs : quadrichromie,Artistes : Serge Baeken, Randall Casaer, Constantijn Van Cauwenberge, Luc Cromheecke, Reinhart Croon, Steven Dhondt, Kim Duchateau, Brecht Evens, Stijn Gisquière, Inge Heremans, Jeroen Janssen, Philip Paquet, Gerolf Van de Perre, Pieter De Poortere, Olivier Schrauwen, Kristof Spaey, Simon Spruyt, Judith Vanistendael, Marnix Verduyn, Maarten Vande Wiele. (OCLC 901248335)

### Collections publiques
38 œuvres de cet artiste sont conservées au Centre belge de la bande dessinée et font partie du patrimoine mobilier de la région Bruxelles-Capitale.

## Réception

### Prix et distinctions
- 1992 :  prix de la meilleure bande dessinée humoristique décerné par la guilde des experts indépendants de bande dessinée belge et le centre flamand de la bande dessinée[36] pour Tom Carbon t. 2 partagé avec Laurent Letzer ;
- 2002 :  prix Saint-Michel du meilleur auteur néerlandophone pour Roboboy[37] ;
- 2015 :  Luc Cromheecke reçoit le prix Adhémar de bronze pour l'ensemble de son œuvre[38],[19] ;
- 2016 :  Vlaamse Cultuurprijs 2015 (prix de la culture flamande) décerné par le Ministre de la Culture Sven Gatz[39],[40],[1].

#### Livres
: document utilisé comme source pour la rédaction de cet article.
- (nl) « Karel Boumans », dans Striptekenaars in Vlaanderen [« Les Dessinateurs de bande dessinée en Flandre »], Anvers, Vlaamse Onafhankelijke Stripgilde, 1982, 132 p., ill. (ISBN 90-70481-15-4, OCLC 902354153, présentation en ligne), p. 28-29.
- Henri Filippini, Dictionnaire de la bande dessinée, Paris, Bordas, 1989, 731 p., ill. ; 27 cm (ISBN 2-04-018455-4, OCLC 1244909550, BNF 35065653, présentation en ligne), p. 529, 605.
- Jean-Louis Lechat, Un demi-siècle d’aventures t. 2 : 1970 - 1996, Bruxelles, Le Lombard, 5 décembre 1996, 224 p., ill. ; 31 cm (ISBN 280361233X, OCLC 37995939, BNF 37539082, présentation en ligne), p. 125. .
- Pascal Lefèvre et Patrick Van Gompel, La Nouvelle BD flamande, Berchem, Fonds flamand des lettres, 2003, 56 p., ill. ; 17 cm (OCLC 902348799, présentation en ligne).
- Philippe Mellot, Michel Denni, Laurent Turpin et Isabelle Morzadec, Trésors de la bande dessinée : BDM 2021-2022 - Catalogue encyclopédique et Argus, Paris, Les Arènes, novembre 2020, 22e éd., 1700 p., ill. ; 23 cm (ISBN 9791037502582, OCLC 1240308146, présentation en ligne), p. 552, 578, 891, 1212. .

#### Périodiques
- Jean-Pierre Fuéri, « La Galerie des illustres », Spirou, Dupuis, no 3701,‎ 18 mars 2009.

#### Articles
- Luc Cromheecke (interviewé par Capitol), « Interview de Luc Cromheecke », SambaBD,‎ 30 juin 2014 (lire en ligne, consulté le 28 octobre 2022)
- (nl) « Cromheecke wint Bronzen Adhemar », Het Laatste Nieuws,‎ 15 juin 2015 (lire en ligne, consulté le 27 octobre 2022)
- (nl) Zico Saerens, « Striptekenaar Luc Cromheecke krijgt Cultuurprijs voor Letteren », VRT NWS,‎ 10 octobre 2016 (lire en ligne, consulté le 27 octobre 2022)
- (nl) « Luc Cromheecke wint Vlaamse Cultuurprijs », De Standaard,‎ 11 octobre 2016 (lire en ligne, consulté le 27 octobre 2022).